# Urška Žganec
Urška Žganec (* 3. Juni 1991 in Zagorje ob Savi) ist eine slowenische Fußballspielerin.

## Karriere

### Verein
Žganec startete ihre Karriere in der Jugend des ŽNK Krim. In der Saison 2006/07 wechselte sie aus der Jugend in die erste Mannschaft des 1. SZNL Vereines ŽNK Senožeti-VODE. Žganec kam in ihrer ersten Seniorensaison auf 21 Einsätze in der 1. ženska liga und erzielte dabei elf Tore für ŽNK Senožeti. Sie spielte die nachfolgenden drei Jahre für Senožeti und schloss sich im Sommer 2009 den ŽNK Jevnica an. Žganec lief in der Saison 2009/10 in 13 Spielen für Jevnica auf und erzielte dabei elf Tore, bevor sie sich dem ŽNK Rudar Skale an. Nachdem sie sich zur Leistungsträgerin in Slowenien entwickelte und zur festen Größe im Nationalteam wurde, schloss Žganec sich im Sommer 2012 dem italienischen Serie A Club ASD Calcio Chiasiellis an. Im Sommer 2013 verließ sie Italien und wechselte zum SG SK Sturm Graz/FC Stattegg.

### Nationalmannschaft
Urška Žganec debütierte in der slowenischen Frauennationalmannschaft am 22. September 2011 im Länderspiel gegen England und gehört seitdem zur Stammelf.